# ريتشارد بواتينغ
ريتشارد بواتينغ (بالإنجليزية: Richard Boateng) (10 يوليو 1992 بأكرا في غانا - ) هو لاعب كرة قدم غاني في مركز الوسط. لعب مع نادي غرناطة وCD San Roque de Lepe ‏ ونادي قادش ب ‏ وليبرتي بروفشنالز ‏ وريكريتيفو غرناطة ‏.

## روابط خارجية
- ريتشارد بواتينغ على موقع قاعدة بيانات كرة القدم.إي يو (الإنجليزية)
- ريتشارد بواتينغ على موقع Soccerway.com (الإنجليزية)
- ريتشارد بواتينغ على موقع عالم كرة القدم.نت (الإنجليزية)